# Neptun Bajko
Neptun Bajko (ur. 8 września 1948) – albański piłkarz i trener piłkarski, w latach 1994–1996 selekcjoner reprezentacji Albanii.